# Бересток (річка)
Бересток — річка в Україні, у Звягельському районі Житомирської області. Ліва притока Уборті.

## Опис
Довжина річки 20 км. Висота витоку річки над рівнем моря — 211 м; висота гирла над рівнем моря — 206 м; падіння річки — 5 м; похил річки — 0,25 м/км. Площа басейну — 75 км².
По всій своїй довжині має 1 водойму, яка лежить на північній околиці села Старі Серби. Річку перетинають 2 газопроводи.

## Розташування
Бере початок на північ від села Сербо-Слобідка. Формується з багатьох безіменних струмків. Тече в північному напрямку в межах сіл Старі Серби та Середи. На південно-західній околиці смт Ємільчине впадає в річку Уборть, праву притоку Прип'яті.